# Invoice Inc.
Invoice Inc. (en japonés: 株式会社インボイス; Invoice Kabushiki-gaisha) es una empresa japonesa que se dedica principalmente a las tarifas de los servicios y la facturación de las comunicaciones corporativas.

## Historia
Se fundó el 4 de diciembre de 1992 con el nombre de "Industria General de Comunicación, Co., Ltd."
Durante las temporadas de béisbol 2005 y 2006, Invoice Inc. compró los derechos y el nombre "Seibu". Actualmente las dos propiedades de la compañía tienen el mismo nombre que son el equipo de béisbol Seibu Lions y el estadio Seibu Dome. La compañía también mantuvo los derechos del nombre para el equipo de granja.
El 21 de marzo del 2011 la compañía fue cerrada y el 30 de abril de 2011 fue borrado de la lista.